# Загроза джунглів
«Загроза джунглів» (англ. Jungle Menace) — американський пригодницький бойовик режисера Джорджа Мелфорда 1937 року. Перший серіал, який випустила Columbia Pictures.
У 1946 по матеріалах цього серіалу був знятий 70-ти хвилинний фільм «Терор джунглів».

## Сюжет
В азійській провінції Сіменг, де води Бенгальської затоки зустрічають джунглі, Чендлер Елліот володіє великою і успішною каучуковою плантацією. Його приваблива дочка, Дороті, працює на сусіднього плантатора Тома Беннінга, але неприємності назрівають для обох плантаторів. Вантаж каучуку розміщений на річковому судні, був атакований річковими піратами, в результаті екіпаж загинув, а вантаж викрадений.

## У ролях
- Френк Бак — Френк Гарді
- Саша Сімел — «Тигр» Ван Дорн
- Реджинальд Денні — Ральф Маршалл [епізод 1-3]
- Естер Ралстон — Валері Шилдс [епізод 1, 3, 6, 7, 15]
- Шарлотта Генрі — Дороті Елліот
- Вільям Бейкуелл — Том Беннінг
- Кларенс Мьюз — Блискавка — вуличний співець
- Лерой Мейсон — Джим Мерфі
- Меттью Бетц — інспектор Старретт
- Річард Такер — Роберт Беннінг
- Дункан Ренальдо — Арман Рожет
- Фред Кохлер молодший — детектив Джон Чарльз Куїнн [епізод 5-6]
- Шервуд Бейлі — Пол Маршалл [епізод 2-3, 6, 8-10]
- Снуб Поллард — Кемпбелл — помічник Харді [епізод 1, 2, 4, 7, 8]
- Гертруда Саттон — місіс Мейтленд
- Джон Ст. Поліс — Чендлер Елліотт [епізод 1]
- Джон Девідсон — доктор Колеман
- Мілберн Моренте — Сінгапур Джо [епізод 2, 7, 9, 15]
- Дірк Зане — Джо Нолан [епізод 1, 5, 6]
- Роберт Воррік — головний інспектор Ангус Маклеод

## Перелік серій
1. Річкові пірати / River Pirates
2. Смертельні вороги/ Deadly Enemies
3. Полум'я ненависті / Flames of Hate
4. Поїздка в одну сторону / One-way Ride
5. Людина-загадка/ Man of Mystery
6. Добиватися нечесною дорогою / Shanghaied
7. Очі тигра/ Tiger Eyes
8. Пастка / The Frame-up
9. Містична печера / The Cave of Mystery
10. Флірт зі смертю / Flirting with Death
11. Корабель Долі / Ship of Doom
12. Загадковий острів / Mystery Island
13. Тайфун / The Typhoon
14. Вбивство в морі / Murder at Sea
15. Дайте йому мотузку / Give 'em Rope